# Národní Síly
Národní Síly (maltsky Forza Nazzjonali) byla volební koalice na Maltě.  Aliance byla vytvořena v dubnu 2017 mezi Nacionalistickou stranou (PN) a Demokratickou stranou (PD) před parlamentními volbami v roce 2017, přičemž kandidáti PD kandidovali na volební seznam PN.
Spojenectví mezi PN a PD bylo oficiálně zrušeno v prosinci 2017.

## Volební výsledky
| Rok  | %     | Počet mandátů | Vláda   |
| ---- | ----- | ------------- | ------- |
| 2017 | 43,7% | 30/67         | Opozice |